# Riccia albida
Riccia albida là một loài rêu trong họ Ricciaceae. Loài này được Sull. mô tả khoa học đầu tiên năm 1869.